# Prumnopitys andina
El lleuque o uva de la cordillera (Prumnopitys andina), es una conífera nativa de Chile y de Argentina, habita en zonas precordilleranas de la cordillera de los Andes, desde la VII a la X regiones (de los 36 a los 40° latitud sur), así como en la cordillera de la Costa y regiones adyacentes de Argentina occidental. Crece desde entre los 500 y 1100 m s. n. m. (metros sobre el nivel del mar).
Se distribuye en poblaciones  poco densas preferentemente junto a cursos de agua, donde se asocia al roble (Nothofagus obliqua).

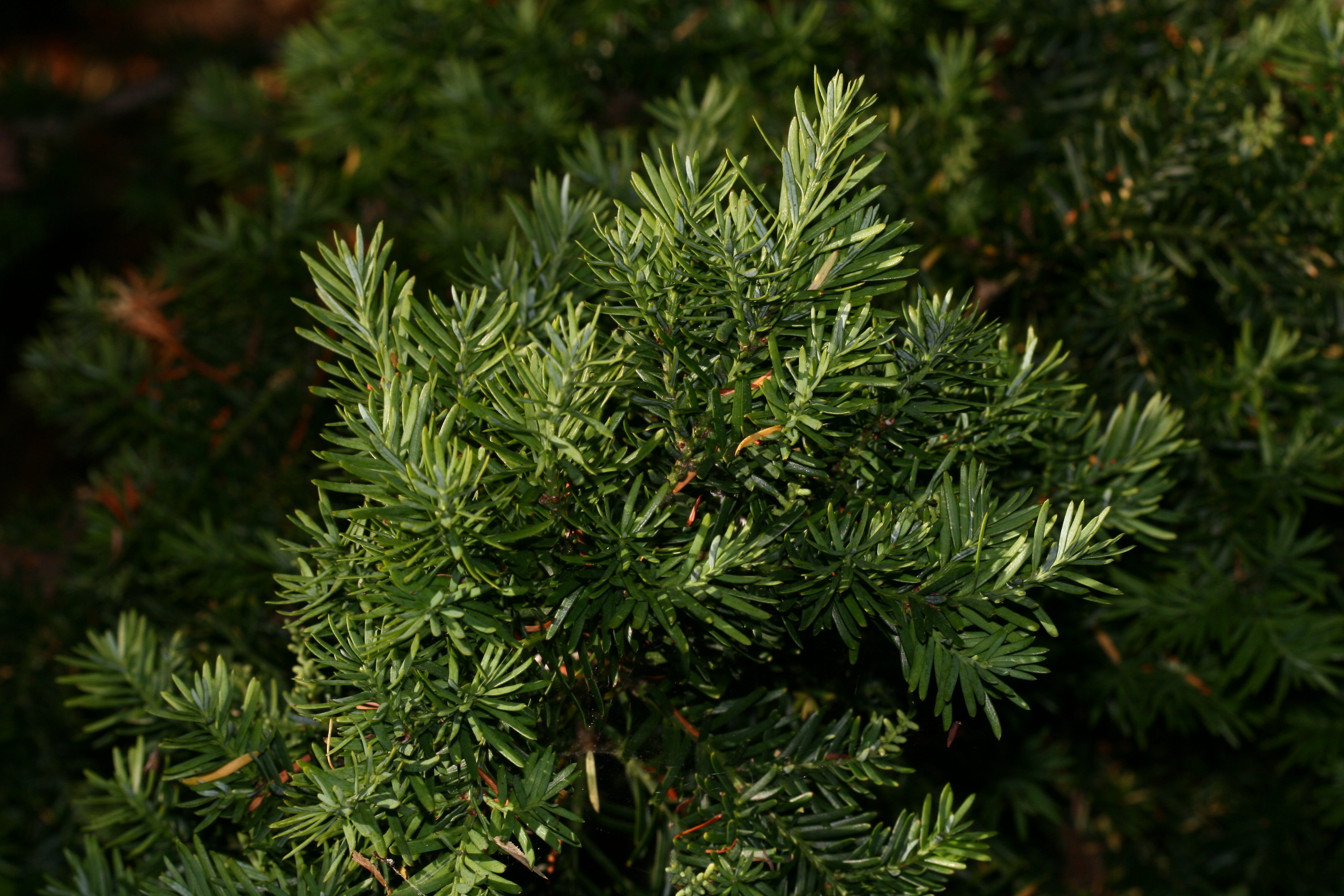
Hojas.

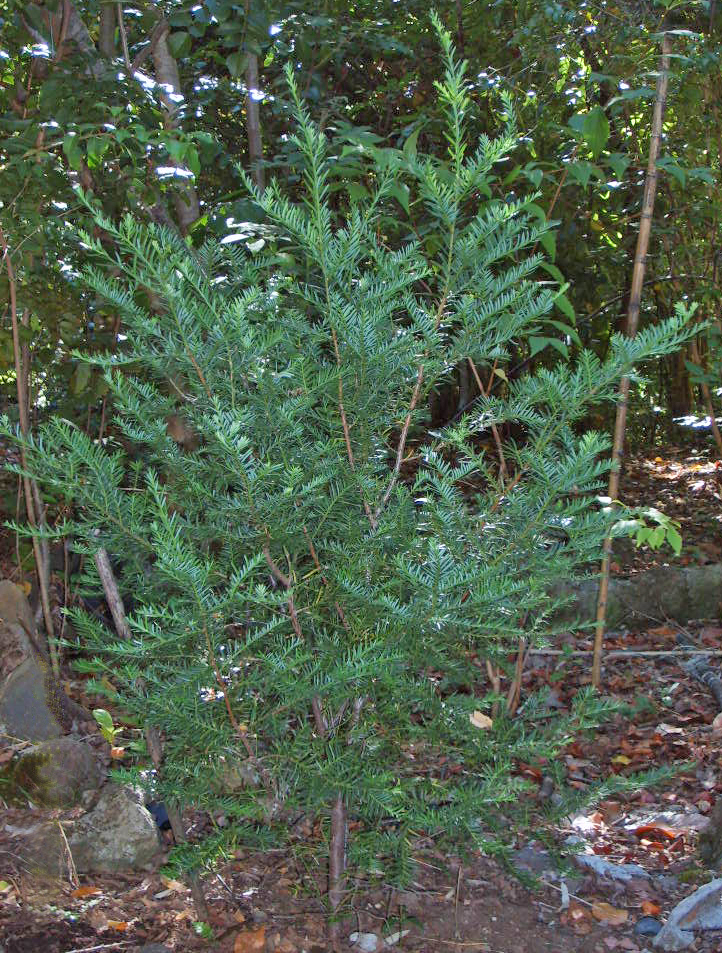
Vista de la planta.

También existe en la Región del Ñuble un pueblo llamado "Los Lleuques" en honor a los especímenes de más de 100 años que sobreviven en los alrededores (camino a las Termas de Chillán).

## Descripción
Es un árbol usualmente dioico que puede alcanzar los 30 m de altura y con un grosor de más de 2 m, a menudo ramificado desde la base. Tronco liso, corteza delgada, brillante, lisa y de color gris. Posee hojas perennefolias, simples, dispuestas en dos planos y lineares, de entre 1,5 a 3,0 cm de largo y 2 mm de ancho. Las vida media de las hojas es de alrededor de 5 años,  poco flexibles y de color verde por el haz y verde-azulado y con 2 bandas estomáticas por el envés, bordes enrollados y nervadura inferior notoria.
Los conos o estróbilos  femeninos se encuentran en espigas axilares en el extremo de las ramillas de 2 a 2,5 cm. Presentan de 3 a 5 óvulos, sin embargo, serán únicamente 1 o 2 los que se convertirán en  semilla.
Los conos masculinos, amentiformes y sésiles. Tienen aproximadamente 5 mm de largo y están situadas en los extremos de las ramas. Presentan de 12 a 20 amentos agrupados en espigas de hasta 5 cm de largo. 
Las semillas, sésiles de 1,5 cm de largo y color azul-violeta en la madurez, tienen forma ovalada y están envueltas por una blanda pulpa comestible y de buen sabor. Esta "uva" no es un fruto verdadero, los cuales las coníferas no producen, sino un arilo, estructura originada a partir de un cono modificado y que sirve para atraer a pájaros, que al consumirlo ayudan a diseminar las semillas. Sin embargo, estas no germinan con facilidad.

## Usos
Con la "baya" comestible se prepara mermeladas, entre otras preparaciones.
Esta especie es en ocasiones cultivada como árbol ornamental y seto. Se ha plantado en las regiones de clima oceánico de Europa noroccidental y zonas norocidentales del Pacífico en Norteamérica.

## Taxonomía
Prumnopitys andina fue descrito por (Poepp. ex Endl.) primeramente como Podocarpus andinus en 1847 en la monografía Synopsis coniferarum, de Laub. lo transferió en el genus Prumnopitys en Blumea 24(1): 189. 1978 .
Etimología
Prumnopitys: nombre genérico que deriva de las palabras griegas: πρυμνός prymnós ‘retaguardia", y πίτυς pítys ‘pino", en referencia a la resina adhesiva que está detrás de la nervadura central.
andina: epíteto geográfico que alude a su localización en la cordillera de los Andes.
Sinonimia
- Nageia andina (Poepp. ex Endl.) F.Muell.
- Nageia valdiviana (J.Nelson) Kuntze
- Podocarpus andinus Poepp. ex Endl.
- Podocarpus spicatus Poepp.
- Podocarpus valdivianus J.Nelson
- Prumnopitys andina subsp. blijdensteinii Silba
- Prumnopitys elegans Phil.
- Prumnopitys spicata Molloy & Muñoz-Schick
- Stachycarpus andinus (Poepp. ex Endl.) Tiegh.[7]